# Episodi di Un dottore tra le nuvole (sesta stagione)
La sesta stagione della serie televisiva Un dottore tra le nuvole è stata trasmessa in anteprima in Germania da Sat.1 tra il 5 gennaio 1998 e il 27 aprile 1998.
Gli episodi dal 6x16 al 6x22 sono stati trasmessi tra il 5 novembre 2005 e il 10 dicembre 2005.
| nº | Titolo originale               | Titolo italiano | Prima TV Germania | Prima TV Italia |
| -- | ------------------------------ | --------------- | ----------------- | --------------- |
| 1  | Bittere Kälte                  |                 | 5 gennaio 1998    |                 |
| 2  | Sturm im Herzen                |                 | 12 gennaio 1998   |                 |
| 3  | Brennender Ehrgeiz             |                 | 19 gennaio 1998   |                 |
| 4  | In Amt und Wuerden             |                 | 26 gennaio 1998   |                 |
| 5  | Um Liebe und Tod               |                 | 2 febbraio 1998   |                 |
| 6  | Zu nah am Feuer                |                 | 9 febbraio 1998   |                 |
| 7  | Wettersturz                    |                 | 16 febbraio 1998  |                 |
| 8  | Eine unmögliche Liebe          |                 | 23 febbraio 1998  |                 |
| 9  | Spiel mit der Gefahr           |                 | 2 marzo 1998      |                 |
| 10 | Gefährliches Spiel             |                 | 9 marzo 1998      |                 |
| 11 | Zwischen Himmel und Erde       |                 | 23 marzo 1998     |                 |
| 12 | Gratwanderungen                |                 | 30 marzo 1998     |                 |
| 13 | Krumme Geschäfte               |                 | 6 aprile 1998     |                 |
| 14 | Ende einer Freundschaft        |                 | 20 aprile 1998    |                 |
| 15 | Feuerteufel                    |                 | 27 aprile 1998    |                 |
| 16 | Eine Frage der Ehre            |                 | 5 novembre 2005   |                 |
| 17 | Gefährlicher Ehrgeiz           |                 | 12 novembre 2005  |                 |
| 18 | Josefs Kampf                   |                 | 19 novembre 2005  |                 |
| 19 | Ein schwieriger Patient        |                 | 26 novembre 2005  |                 |
| 20 | Das blaue Licht                |                 | 3 dicembre 2005   |                 |
| 21 | Nur nicht die Nerven verlieren |                 | 10 dicembre 2005  |                 |
| 22 | Letzte Chance 1-2              |                 | 10 dicembre 2005  |                 |